# 出居塚古墳
出居塚古墳（でいづかこふん、鶴の山古墳）は、長崎県対馬市美津島町雞知（けち、鶏知）にある古墳。形状は前方後方墳。長崎県指定史跡に指定されている。
対馬では最古・最大規模の古墳で、4世紀後半（古墳時代前期）頃の築造と推定される。

## 概要
対馬島東海岸、雞知浦の西の丘陵上に築造された古墳で、対馬含む長崎県域では唯一の前方後方墳である。これまでに1951年（昭和26年）に発掘調査が、1991年度（平成3年度）に測量調査が実施されている。
墳形は前方後方形。墳丘長は40メートルを測り、対馬の古墳のうちでは最大規模になる。墳丘は築石による。埋葬施設は竪穴式石室であるが、大きく破壊を受けているため詳らかでなく、規模は長さ4メートル・幅2メートル・深さ0.9メートル程度と推定される。昭和26年の発掘調査では銅鏃12本・碧玉製管玉1個・鉄剣片2本分・土器片1点が検出されている。
築造時期は、古墳時代前期の4世紀後半頃と推定される。対馬の畿内型古墳としては最古の時期に位置づけられ、付近では同様に畿内型古墳の前方後円墳3基を含む根曽古墳群やサイノヤマ古墳の築造も知られる。これらは当時には対馬が畿内ヤマト王権の勢力下にあったことを示すものとされ、被葬者としては特に史書に見える対馬県直（つしまあがたのあたい、津島県直）またはそれにつながる豪族の墓と推定する説が挙げられている。なお、対馬の中心地は弥生時代には対馬島西海岸（三根地区の三根遺跡や仁位地区）にあったと推測されるが、古墳時代に入り本古墳や根曽古墳群の築造時には対馬島東海岸の雞知浦に移動している。
古墳域は2002年（平成14年）に長崎県指定史跡に指定されている。

## 遺跡歴
- 1917年（大正6年）の『津島紀事』に「出居塚」として記述[1]。
- 1951年（昭和26年）、発掘調査。前方後円墳の「鶴の山古墳」として報告（日本考古学協会）[3][7]。
- 1991年度（平成3年度）、測量調査。前方後方墳と判明し「出居塚古墳」として報告（長崎県教育委員会の古墳詳細分布調査）[3][5]。
- 2002年（平成14年）2月26日、長崎県指定史跡に指定[5]。

## 墳丘
墳丘の規模は次の通り。
- 墳丘長：40メートル

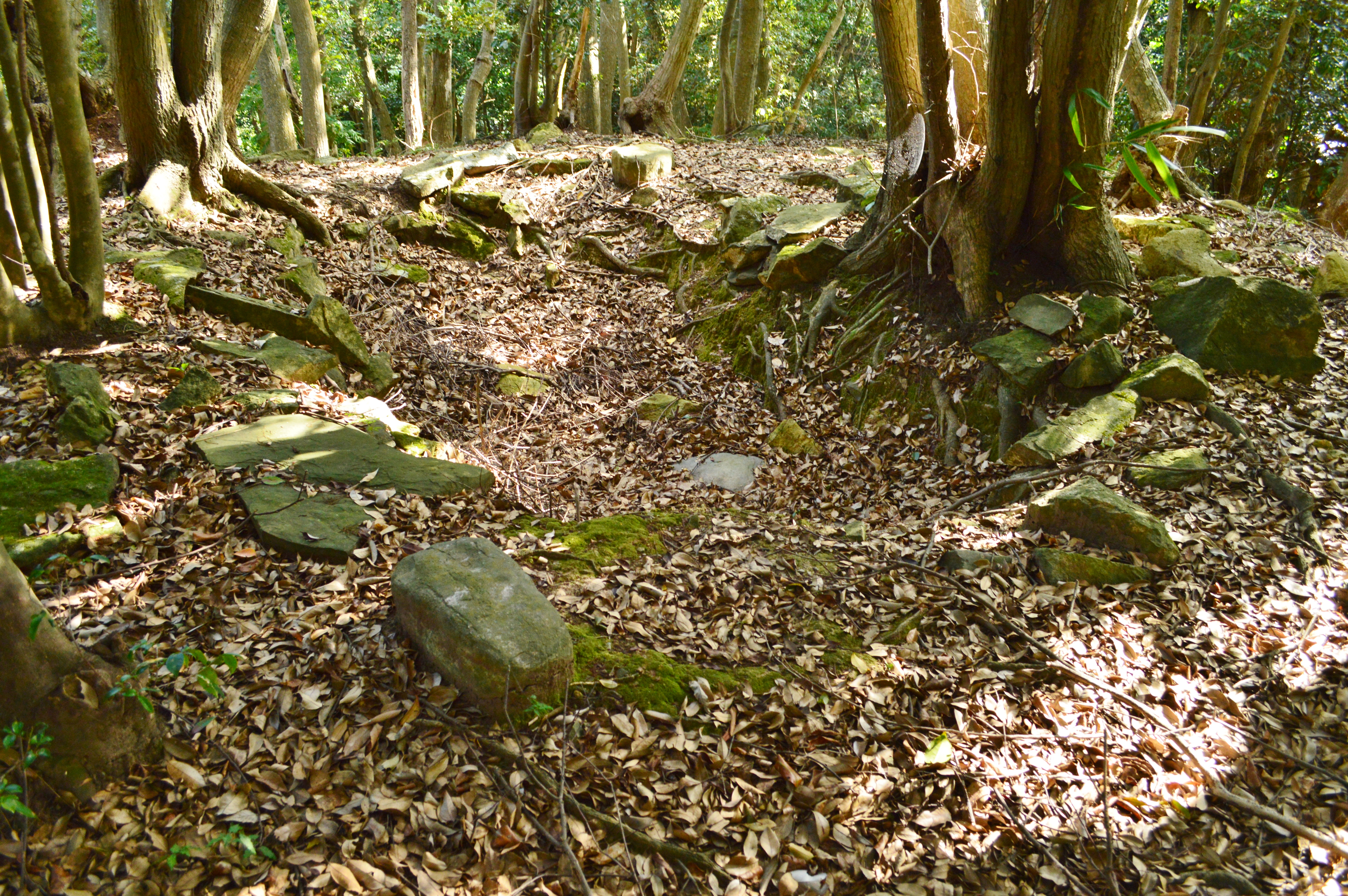
後方部墳頂の竪穴式石室
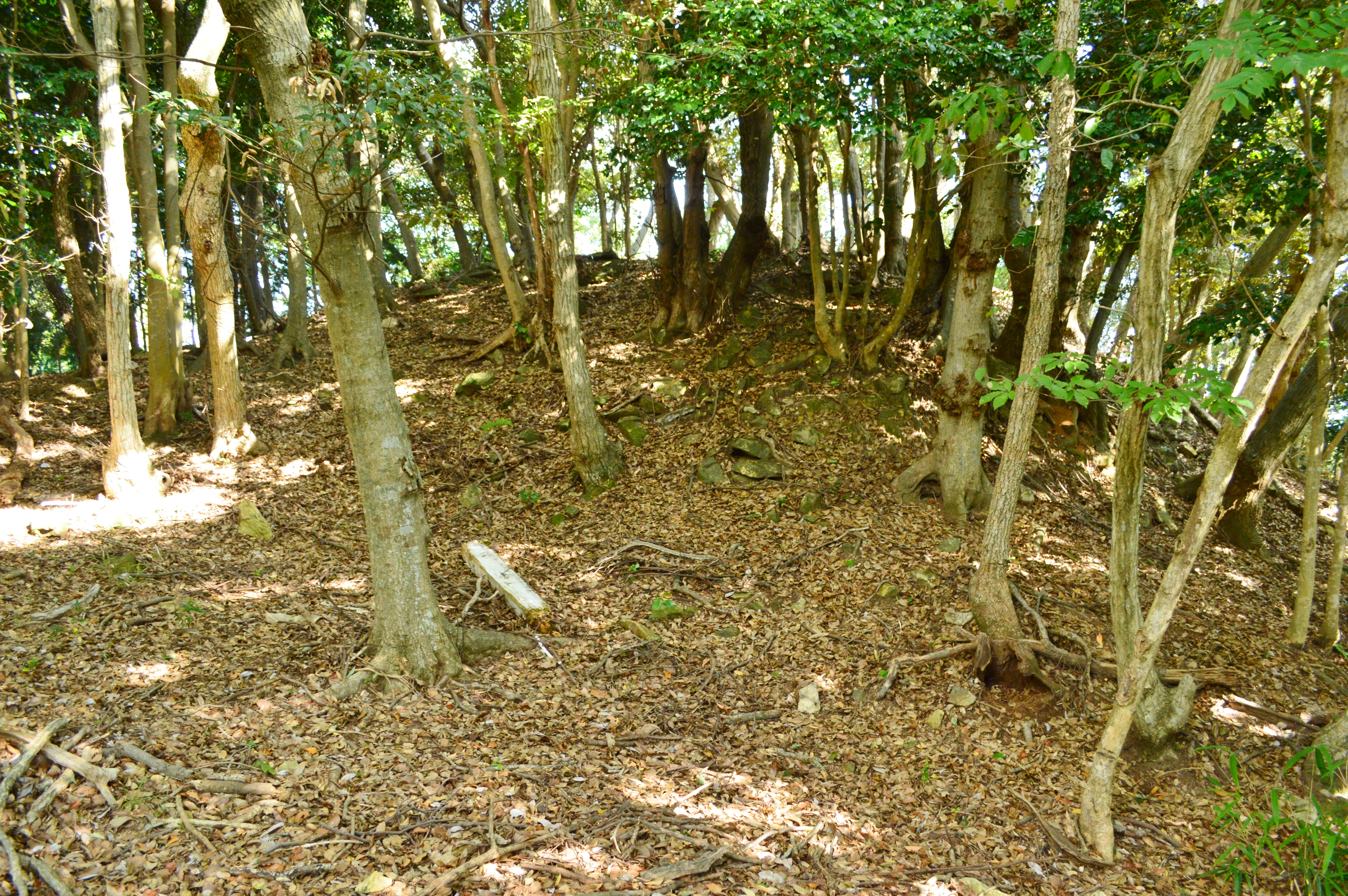
後方部
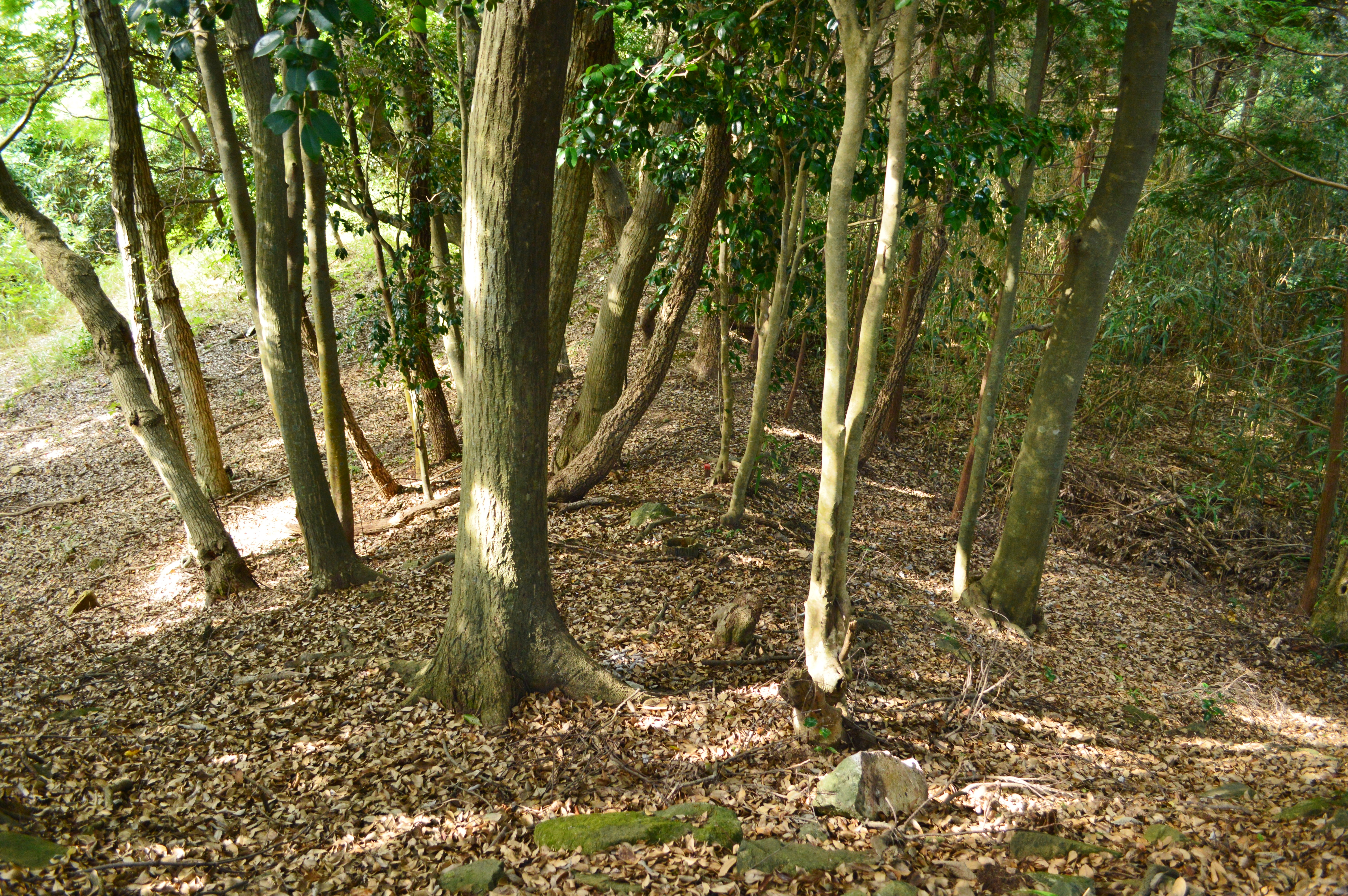
後方部から前方部を望む
  - 長さ：19.5メートル
  - 高さ：3.7メートル
- 前方部
  - 長さ：21メートル
  - 幅：4メートル
  - 高さ：1.2メートル

- 後方部墳頂の竪穴式石室
- 後方部墳丘
- 後方部から前方部を望む

## 文化財

### 長崎県指定文化財
- 史跡
  - 出居塚古墳 - 2002年（平成14年）2月26日指定[5]。

## 関連文献
（記事執筆に使用していない関連文献）
- 「出居塚古墳」『県内古墳詳細分布調査報告書 -県内古墳の墳丘・石室の資料化に伴う報告書-』長崎県教育委員会〈長崎県文化財調査報告書第106集〉、1992年。 - リンクは奈良文化財研究所「全国遺跡報告総覧」。